# Seif El-Deraa
Seif El-Deraa (en arabe : سيف الدرع), né le 19 septembre 1998 au Caire, est un handballeur international égyptien évoluant au poste de demi-centre. Il est le frère du handballeur Yehia El-Deraa.

## Biographie
Comme son frère ainé Yehia, Seif El-Deraa débute le handball à l'âge de six ans à l'Héliopolis Sporting Club et gravit tous les échelons au sein du club, intégrant en 2017 l'effectif évoluant en Championnat d'Égypte. 
En 2019, il participe au Championnat du monde junior (où il remporte une médaille de bronze) puis aux Jeux africains où il est finaliste avec une équipe d'Égypte A'. Avec l'équipe nationale égyptienne, il remporte ensuite le Championnat d'Afrique des nations 2020 puis participe au Championnat du monde 2021, terminé  à la 7e place, puis aux Jeux olympiques en 2021 où El-Deraa et ses compatriotes terminent au pied du podium.
En 2021, il signe au Zamalek SC avec lequel il remporte la Supercoupe d'Afrique en 2021 puis le Championnat d'Égypte en 2022, année où il rejoint le Limoges Handball.
Systématiquement retenu en équipe nationale, il remporte deux autres Championnat d'Afrique des nations en 2022 et 2024 et accumule les places d'honneurs (7e place aux Championnats du monde 2021 et 2023, 5e place aux Jeux olympiques de 2024 et au Championnat du monde 2025.
Après trois saisons en France, il est recruté en 2025 par le FC Barcelone.

## Palmarès

### Club
- Vainqueur de la Supercoupe d'Afrique (1) : 2021
- Vainqueur du Championnat d'Égypte (1) : 2022

### Sélection nationale
Compétitions internationales
- 7e place au Championnat du monde 2021
- 4e place aux Jeux olympiques en 2021
- 7e place au Championnat du monde 2021
- 7e place au Championnat du monde 2023
- 5e place aux Jeux olympiques en 2024
- 5e place au Championnat du monde 2025

Compétitions continentales
- Finaliste aux Jeux africains de 2019
- Vainqueur au Championnat d'Afrique des nations 2020
- Vainqueur au Championnat d'Afrique des nations 2022
- Vainqueur au Championnat d'Afrique des nations 2024

Autres compétitions
- Médaille de bronze au Championnat du monde junior 2019
- Finaliste aux Jeux méditerranéens de 2022